# پینی‌کر
پینیکیر که با نام‌های پینیگیر، پیرنگیر و پاراکاراس نیز شناخته می‌شود، الهه‌ای در خاور نزدیک بود که در میان عیلامیها ریشه گرفت. در حالی که نام او به ندرت در اسناد عیلامی آمده‌است، او در دین هوری نسبتاً برتری پیدا کرد. به دلیل حضور او در پانتئون‌های بسیاری از مناطق خاور نزدیک باستان، از آناتولی تا ایران، محققان امروزه از او با عنوان «خدای جهان‌وطن» یاد می‌کنند.
در مطالعات پیشین به اشتباه او با کریریشا یکی دانسته می‌شد در حالی که آخری الهه دیگری از بخش متفاوتی از عیلام بود.

## نام
ویلفرد جی. لمبرت منشأ پینیکیر را عیلامی می‌دانست.
گری بکمن (هیتی‌شناس) پیشنهاد می‌کند که ریشه نام او سومری است.

## شخصیت و شمایل‌نگاری
پینیکیر خدایی ستاره‌ای، احتمالاً نماد سیاره زهره بود. در عیلام، او را به کیکی گالیرا («بانوی آسمان») می‌شناختند.
علاوه بر این، چنین فرض می‌شود که او یک الهه عشق و سکس بود.

## ارتباط با سایر خدایان
پینیکیر ارتباط نزدیکی با ایشتار داشت. در متنی که به زبان اکدی نوشته شده اما در مجموعه‌ای از مناسک هوری-هیتی به دست آمده‌است نام پینیکیر با لوگوگرام dIŠTAR نوشته شده و سین، نین‌گال و شمش به ترتیب به عنوان والدین و برادر دوقلوی او ظاهر می‌شوند. هم در این متن و هم حداقل در یک منبع دیگر، سوکال (وزیر (همراه) الهی) او ایلابرات/نینشوبور است. علاوه بر این، دنیل پاتس در سال ۱۹۸۱ این نظر را مطرح کرد که ممکن است به دلیل ارتباط بین پینیکیر و ایشتار، همسر احتمالی اولی (نقشی که او به هومبان محول می‌کند) ویژگی‌های شبیه به تموز پیدا کرده باشد، اما خودش چنین نتیجه می‌گیرد که این «گمانه‌زنی محض» است.
یک فهرست خدایان که در امار پیدا شده، پینیکیر را با نینسیانا (الهه بین‌النهرینی که نماد سیاره زهره است) برابر می‌کند. نینسیانا نیز به نوبه خود به عنوان dIŠTAR.MUL («ایشتار ستاره») شناخته می‌شود. این مسئله نشانگر آن است که احتمالاً پینیکیر نیز به عنوان یک جرم سماوی در نظر گرفته می‌شده‌است. جنسیت نینسیانا در منابع، متفاوت است، جنسیت پینیکر نیز در منابع هوری همین وضعیت را دارد.

## پرستش

### در عیلام
پینیکیر، مانند خدایانی چون منزات و لاگامار، بخشی از پانتئون غرب عیلام در نظر گرفته می‌شود. مکان‌های مرتبط با او شامل شهرهای شوش و آوان هستند.

### در سوریه و آناتولی
پینیکیر علاوه بر حضور در عیلام، مورد پرستش هوری‌ها نیز بود. به عقیده الفونسو آرچی، او در پانتئون هوری «جایگاه خاصی اشغال کرد».